# Noe Zárate
Noe Zárate (Guadalajara, 11 de maio de 1973) é um ex-futebolista profissional mexicano, que atuava como defensor.

## Carreira
Noe Zárate se profissionalizou no Guadalajara.

## Seleção
Noe Zárate integrou a Seleção Mexicana de Futebol na Copa das Confederações de 1997.